# Atletismo nos Jogos Pan-Americanos de 2007 - Maratona masculina

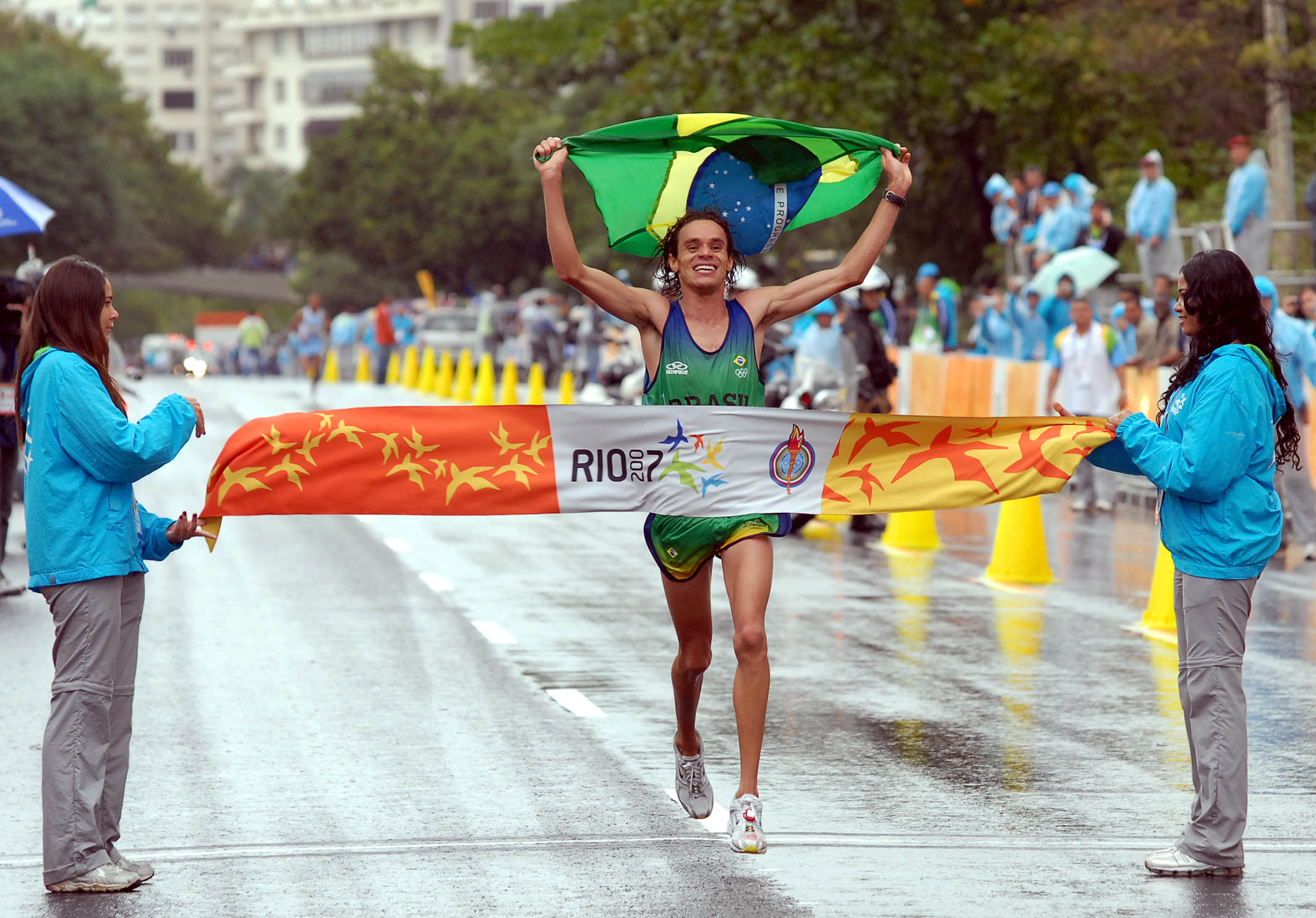
Franck Caldeira cruza a linha de chegada e conquista a maratona.

A maratona masculina foi a prova que fechou as competições de atletismo nos Jogos Pan-americanos de 2007, no Rio de Janeiro. Disputada no Parque do Flamengo em 29 de julho, contou com a participação de 15 atletas de 11 países.

## Medalhistas
| Ouro   | BRA Franck Caldeira |
| Prata  | GUA Amado García    |
| Bronze | MEX Procopio Franco |

## Recordes
Recordes mundiais e pan-americanos antes da disputa dos Jogos Pan-americanos de 2007.
| Tipo                             | Atleta         | Tempo    | Local   | Data                   |
| -------------------------------- | -------------- | -------- | ------- | ---------------------- |
|                                  | Paul Tergat    | 2h04m55s | Berlim  | 28 de setembro de 2003 |
| Recorde dos Jogos Pan-Americanos | Jorge González | 2h12m43s | Caracas | 28 de agosto de 1983   |

## Resultados
- DNF: não completou a prova.

### Final
A final dos 20 km de marcha atlética foi disputada em 28 de julho as 07:00 (UTC-3).
| Pos.              | Atleta                     | País                         | Tempo    | Dif.   |
| ----------------- | -------------------------- | ---------------------------- | -------- | ------ |
| Medalha de ouro   | Franck Caldeira            | BRA Brasil                   | 2h14m03s | —      |
| Medalha de prata  | Amado García               | GUA Guatemala                | 2h14m27s | 0m24s  |
| Medalha de bronze | Procopio Franco            | MEX México                   | 2h15m18s | 1m15s  |
| 4                 | Jacob Frey                 | USA Estados Unidos           | 2h16m44s | 2m41s  |
| 5                 | Luis Fonseca               | VEN Venezuela                | 2h17m04s | 3m01s  |
| 6                 | Chris Lundstrom            | USA Estados Unidos           | 2h18m05s | 4m02s  |
| 7                 | Diego Alberto Colorado     | COL Colômbia                 | 2h20m01s | 5m58s  |
| 8                 | Francisco Bautista         | MEX México                   | 2h21m05s | 7m02s  |
| 9                 | Alfredo Arevalo            | GUA Guatemala                | 2h21m48s | 7m45s  |
| 10                | Silvio Guerra              | ECU Equador                  | 2h22m38s | 8m35s  |
| 11                | José Alejandro Semprum     | VEN Venezuela                | 2h30m21s | 16m18s |
| 12                | Cristian Villavicencio     | NCA Nicarágua                | 2h32m26s | 18m23s |
| 13                | William Bohlke             | ISV Ilhas Virgens Americanas | 2h45m08s | 31m05s |
| —                 | Vanderlei Cordeiro de Lima | BRA Brasil                   | DNF      | —      |
| —                 | Norbert Gutiérrez          | CUB Cuba                     | DNF      | —      |